# 한응인 묘역
한응인 묘역(韓應寅 墓域)은 대한민국 경기도 안산시 상록구 사사동에 있는, 조선 중기의 문신 백졸재(百拙齋) 한응인(1554∼1614) 선생의 묘소이다. 1995년 8월 7일 경기도의 기념물 제157호로 지정되었다.

## 개요
조선 중기의 문신 백졸재(百拙齋) 한응인(1554∼1614) 선생의 묘소이다.
선조 9년(1576) 과거에 급제하여 여러 관직을 거쳤으며, 1589년 정여립 모반사건을 적발하여 그 공으로 호조참의가 되었고 다음해 평난공신 1등에 봉해졌다. 임진왜란 때 왕을 따라 평양에 도착하여 임진강 방어에 힘썼으나 왜장 가토의 유인작전에 속아 크게 패했다. 그 후 요동에 건너가 명나라에 구원군을 급히 파병해 줄 것을 요구했고, 명나라 이여송 장군이 올 때는 그를 맞이하는 역할을 맡았다. 그 후에도 여러 차례 사신으로 명나라에 오가면서 두루 관직을 지내고 선조 40년(1607)에는 우의정에 올랐다.
묘는 부인 전주 이씨와의 합장묘이고 봉분 아랫부분에는 2단으로 둘레석을 둘렀다. 봉분 앞에는 묘비·상석·향로석이 있고 좌우에는 망주석(望柱石:멀리서도 묘가 있음을 알 수 있게 돌기둥)과 문인석이 1쌍씩 있다. 묘역 오른쪽에는 신도비(神道碑:왕이나 고관 등의 평생 업적을 기리기 위해 무덤가에 세우던 비)가 세워져 있는데, 김류가 비문을 짓고 한인급이 글씨를 써서 인조 20년(1642)에 세운 것이다.

## 같이 보기
- 한응인

## 참고 자료
- 한응인 묘역 - 국가유산청 국가유산포털